# Батангхари (округ)
Батангхари (индон. Batanghari) — округ в составе провинции Джамби. Административный центр — город Муара-Булиан.

## География
Площадь округа — 5180,35 км². На севере граничит с округом Западный Танджунг-Джабунг, на востоке — с округом Муаро-Джамби, на западе — с округом Тебо, на юге — с округом Саролангун, а также с территорией провинции Южная Суматра.

## Население
Согласно переписи 2010 года, на территории округа проживало 241 334 человека.

## Административное деление
Территория округа Батангхари административно подразделяется на 10 районов (kecamatan):
| - Баджубанг - Батин XXIV - Маро-Себо-Илир - Маро-Себо-Улу - Мерсам | - Муара-Булиан - Муара-Тембеси - Пемаюнг - Батангхари-Сембилан - Кебур |